# 博萨
博萨（義大利語：Bosa），是意大利奥里斯塔诺省的一个市镇。总面积135.67平方公里，人口8138人，人口密度60.0人/平方公里（2009年）。ISTAT代码为095079。